# Proctotrupes bistriatus
Proctotrupes bistriatus  (лат.) — вид проктотрупоидных наездников (Proctotrupoidea) рода Proctotrupes из семейства Proctotrupidae. Палеарктика (Европа, Кавказ, Китай, Сибирь, Монголия, Япония), Неарктика. В России от юга европейской части, Урала, Алтая и Тувы до Дальнего Востока (Приморский край, Магаданская область, Якутия, Камчатка и Курилы). Длина тела 3,0—5,0 мм. Паразитируют на личинках жужелиц (Carabidae).